# 인천청라중학교
인천청라중학교(仁川靑蘿中學校)는 대한민국 인천광역시 서구 청라동에 있는 공립 중학교이다.

## 학교 연혁
- 2011년 3월 1일 : 인천청라중학교 16학급 인가
- 2011년 3월 1일 : 초대 임창식 교장 취임
- 2011년 3월 2일 : 2011학년도 입학식 (16학급, 1학년 165명, 2학년 105명, 3학년 84명 계 354명)
- 2012년 2월 9일 : 제1회 졸업식(졸업생 121명)
- 2012년 3월 1일 : 학급증설 (23학급, 특수반 1학급)
- 2024년 1월 5일 : 2024학년도 제13회 졸업식(졸업생 382명)
- 2024년 3월 4일 : 2024학년도 제14회 입학식(1학년 11학급 375명)
- 2024년 9월 1일 : 제6대 박선아 교장 취임

## 참고 자료
- 인천청라중학교 - 한국교육학술정보원 학교알리미